# Stade Saniat-Rmel
Le stade Mohamed Abarhoun (en arabe : ملعب محمد أبرهون), anciennement connu sous le nom de Stade Saniat-Rmel (en arabe : ملعب سانية الرمل), est un stade de football situé à Tétouan, Maroc, et ayant une capacité de 15 000 places.

## Histoire
Le stade est construit en 1913 par l'ingénieur Marquez de Varela. Il est doté d'une pelouse synthétique depuis 2007.
Le stade a subi des travaux de rénovations en 2017. Il rouvre en janvier 2018 pour abriter à nouveau les matchs du club local, le MA Tétouan .
Il a été baptisé: Stade Mohamed Abarhoun en hommage à ce dernier à la suite de son décès en 2020.